# La caseta (Guillermo Silveira)
La caseta es una obra realizada expresamente para concurrir a la Exposición Nacional de Bellas Artes (última edición) celebrada en Madrid a partir del lunes 1 de julio de 1968 por el pintor y escultor español Guillermo Silveira (1922-1987). Está pintada al óleo con espátula y pincel sobre tela de saco y sus dimensiones son de 80 x 120 cm. Firmada «G. Silveira» en la parte inferior izquierda.
Se tienen asimismo referencias de un paisaje titulado La caseta abandonada, presentado junto con El violinista al III Certamen Nacional de Pintura celebrado en Guadalajara en octubre de 1975, si bien diversas fuentes apuntan a que probablemente se trate del mismo cuadro.
Tras permanecer a lo largo de más de tres décadas dentro del entorno familiar, con fecha 2 de mayo de 2023 pasó a engrosar los fondos de la colección de arte del siglo xx del Museo de Cáceres producto de la donación de María Luisa Silveira Lanot, hija mayor del pintor.

## Historia y análisis de la obra
Tomando en cuenta su año de ejecución (1968), el cuadro se pintó en su domicilio estudio de la antigua calle del Pilar (hoy Avda. Antonio Montero Moreno) n.º 1-3.º izda. de la capital pacense, en el que el artista residió con su familia desde mediados de 1962 hasta finales de los años 1960 o comienzos de la década siguiente y de donde fue remitido por agencia de transporte al Palacio de Velázquez de Madrid ya en los últimos días de junio de aquel año a fin de participar en el citado certamen, lo cual ante la inminencia del acto inaugural obligó a enviarlo sin barnizar, cosa que haría más tarde en el mismo recinto el también pintor y amigo de Silveira Ramón Fernández Moreno.
Pero al no ser premiado, el autor recibió a mediados de octubre una nota de la Dirección General de Bellas Artes en la que se le comunicaba que en ese caso podía retirarlo «durante los veinte días siguientes a la fecha de este escrito». Se conserva también en este aspecto una carta de 12 de julio en la que el entonces procurador en Cortes Mariano Fernández-Daza le comunicaba al crítico de arte del diario Hoy Antonio Zoido que, efectivamente, «El jurado de la Exposición Nacional de Bellas Artes concedió el Premio de nuestra Cooperativa a D. Julián Pérez Muñoz. Pero me consta, porque lo oí, que estuvieron hablando muy favorablemente del Sr. Silveira».
Junto con otras obras como El puente, Paisaje urbano, En una esquina cualquiera, Fidelidad, Pan humilde, El maquinista, Tierra parda, etcétera, formaba parte de la colección privada del pintor en el momento de su fallecimiento.

### Descripción y características
La sencilla composición en la que predominan las líneas oblicuas muestra una «casilla de caminero» semiderruida en la que se acumulan un conjunto de elementos inherentes a la ejecución de las denominadas obras públicas como vagonetas, alquitranadoras o bidones de esta sustancia habituales en otras realizaciones entendidas por el propio autor como «un intento de plasmar el mundo del trabajo». Destaca asimismo la presencia de amplios vanos abiertos por completo tras los que se vislumbra un dilatado paisaje de tierras alomadas tratado con un punto de perspectiva ligeramente bajo que da al cielo azul intenso un especial protagonismo.
Artísticamente el estudio de la pieza descubre un profundo conocimiento de autores como el también extremeño Ortega Muñoz, Benjamín Palencia, Vázquez Díaz y en general de la denominada Escuela de Madrid. Cromáticamente predominan los colores terrosos, azules o sienas, dispuestos en grandes planos fuertemente contrastados, así como un empleo abundante de materia pictórica muy propio de este periodo, lo que unido al uso de la perspectiva deformada tan representativa de su obra paisajística aumenta el dramatismo de la escena.

## Certámenes y exposiciones

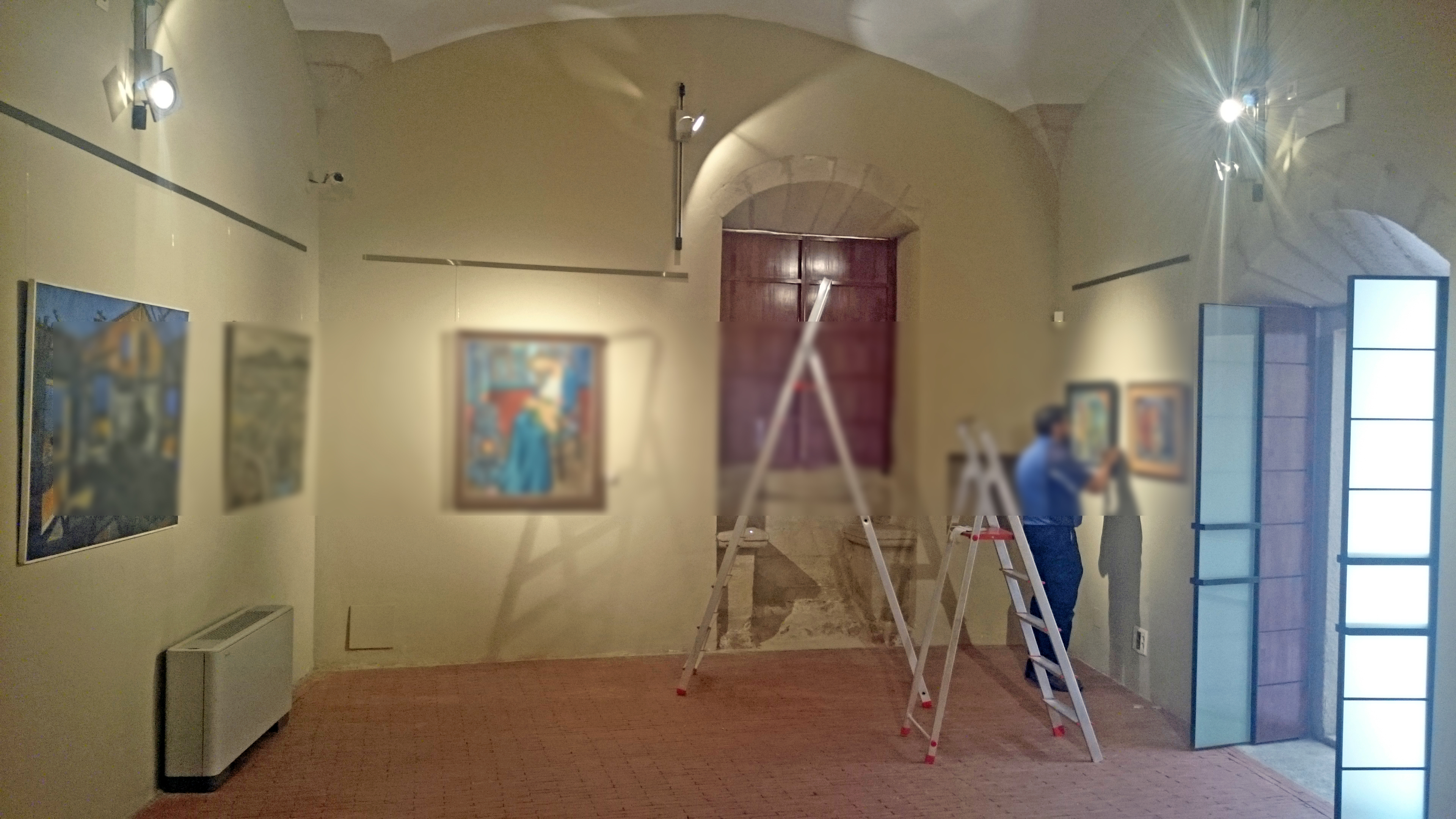
Momento del montaje de la exposición "Búsquedas" celebrada en Trujillo (Cáceres) de septiembre a octubre de 2017.

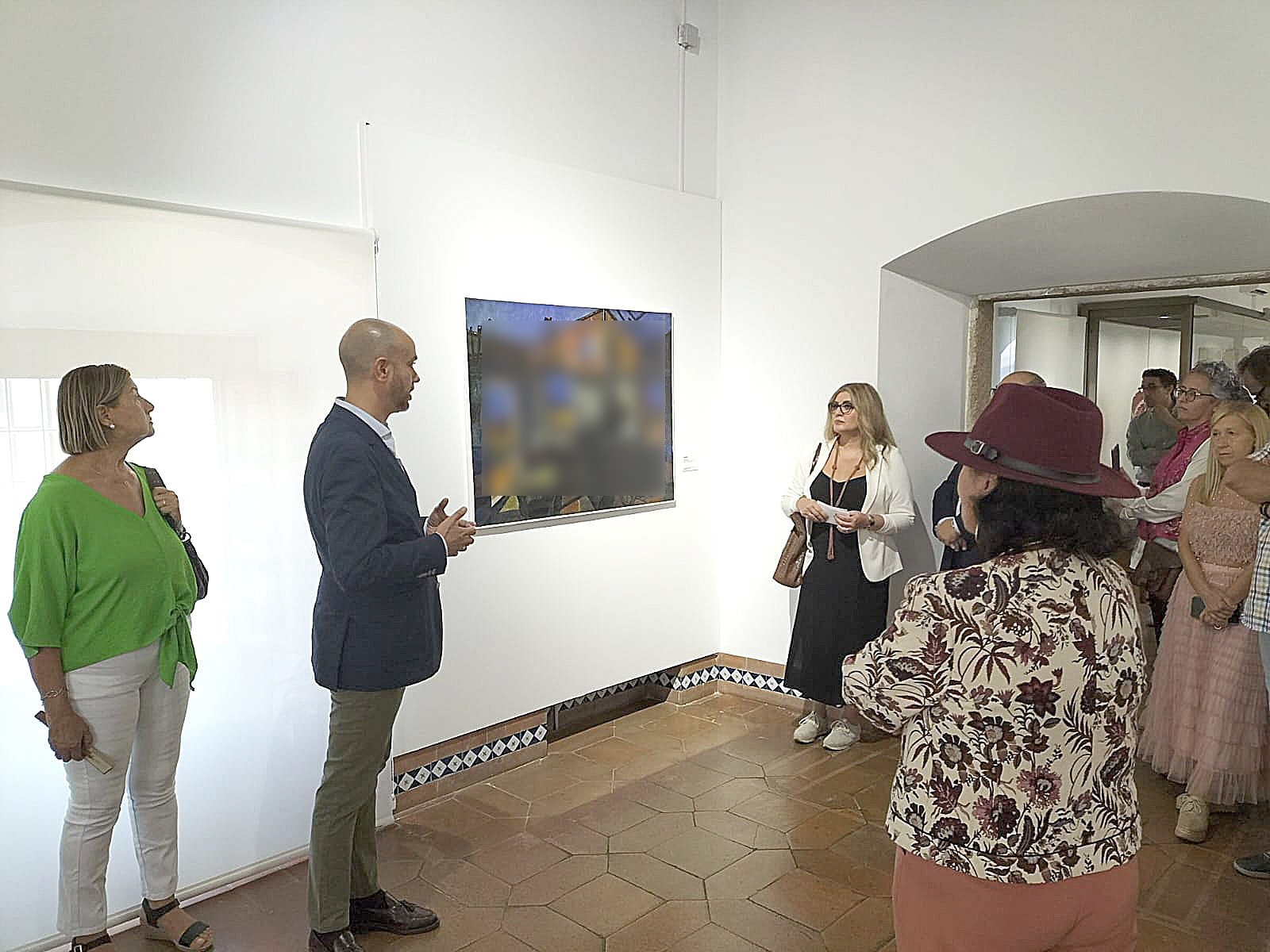
Palacio de las Veletas. Imagen del acto inaugural de la exposición "Espacios e Identidades" abierta al público el 15 de septiembre de 2023.

- «Exposición Nacional de Bellas Artes». Palacios de Velázquez y Cristal del Parque del Retiro. Madrid, 1-20 de julio, 1 de octubre- de 1968 (SALA XVI, n.º 170 del catálogo).[15][16][17][3][1][18][19][20]

A raíz del certamen el periodista Fernando Campos destacó algunas particularidades de la obra:

En la misma sala en que encontramos a Pérez Muñoz encontramos a Guillermo Silveira. Presenta una obra titulada "La caseta" que entra de lleno en el expresionismo constructivista en el que [el pintor] se muestra valiente con la espátula, el pincel o simplemente con los dedos. [La obra] sirve también para estudiar la calidad de unos colores netamente silveirianos.

- «IV Bienal Extremeña de Pintura». Plasencia (Cáceres), 1 de mayo-junio de 1970 (n.º 2):[3]

Lo mejor de la exposición a nuestro juicio se encuentra en la sala de la derecha […] A su lado hallamos dos magníficos cuadros de fuerte colorido y abigarrada composición [Palomas blancas sobre tejado gris y La caseta], debidos al laureado pintor Guillermo Silveira.

- «XX Exposición de Otoño». Real Academia de Bellas Artes Santa Isabel de Hungría. Sevilla, 24 de octubre-noviembre de 1971. Se completó el envío con la pintura al gouache sobre papel Maternidad (La despedida [invierno]) de la serie inconclusa Cuatro estaciones en la vida de una mujer.[22][17][23][24]
- «LXXX Exposición de Primavera». Pabellón Mudéjar. Ateneo de Sevilla, marzo de 1975. Presentó además las obras Bohemia abandonada y Calle del arrabal.[25][26][27]
- «Pinturas de Guillermo Silveira». Salón de plenos del ayuntamiento de Fregenal de la Sierra (Badajoz), 25 de abril-2 de mayo de 1976.[3][26] Junto a la pieza de referencia se mostraron entre otras El puente (ant. 1960), La Ría (ant. 1964), Paisaje (canal de riego) (1968. Museo de Arte Contemporáneo de Fregenal de la Sierra [MACF]), En una esquina cualquiera (1972), Pan humilde (c. 1975), El maquinista (1975), Impresión (1976), etcétera.[28]
- «Guillermo Silveira». Museo Provincial de Bellas Artes. Badajoz, 26 de marzo-31 de mayo de 2009 (n.º 8).[29]
- «Búsquedas». Palacio de los Barrantes-Cervantes. Trujillo (Cáceres), 15 de septiembre-29 de octubre de 2017 (sin numerar).[1]
- «Espacios e Identidades – Otras Lecturas para el Territorio desde el Museo de Cáceres» (selección de piezas de arqueología, etnografía y bellas artes). Inaugurada en el Palacio de las Veletas el 15 de septiembre de 2023 con motivo del inicio de la rehabilitación integral del centro comenzando por la Casa de los Caballos. Se exhibieron igualmente en tal sentido pinturas y esculturas de Hermoso, Covarsí, Pérez Rubio, Ortega Muñoz, Pérez Comendador, Juan José Narbón, Ángel Duarte, Wolf Vostell y otros.[5][6][30][7]

## Obras relacionadas
En este mismo contexto, bien que propias de muy distintas corrientes estilísticas y técnicas, se conocen una serie de pinturas realizadas dentro de un extenso espacio temporal que abarca desde comienzos de la década de los sesenta hasta mediados de los años 1980, de las que se destacan las siguientes:
- Paisaje urbano, ant. 1967. Gouache sobre papel. «Pinturas de Silveira». Casa de la Cultura de la Diputación Provincial. Badajoz, 28 de noviembre-7 de diciembre de 1966. Col. particular, Sevilla.
- Alquitranadoras, años 1970. Gouache sobre papel, 42 x 57 cm. «Guillermo Silveira». Museo Provincial de Bellas Artes. Badajoz, 26 de marzo-31 de mayo de 2009 (n.º 11). Col. particular, Badajoz.

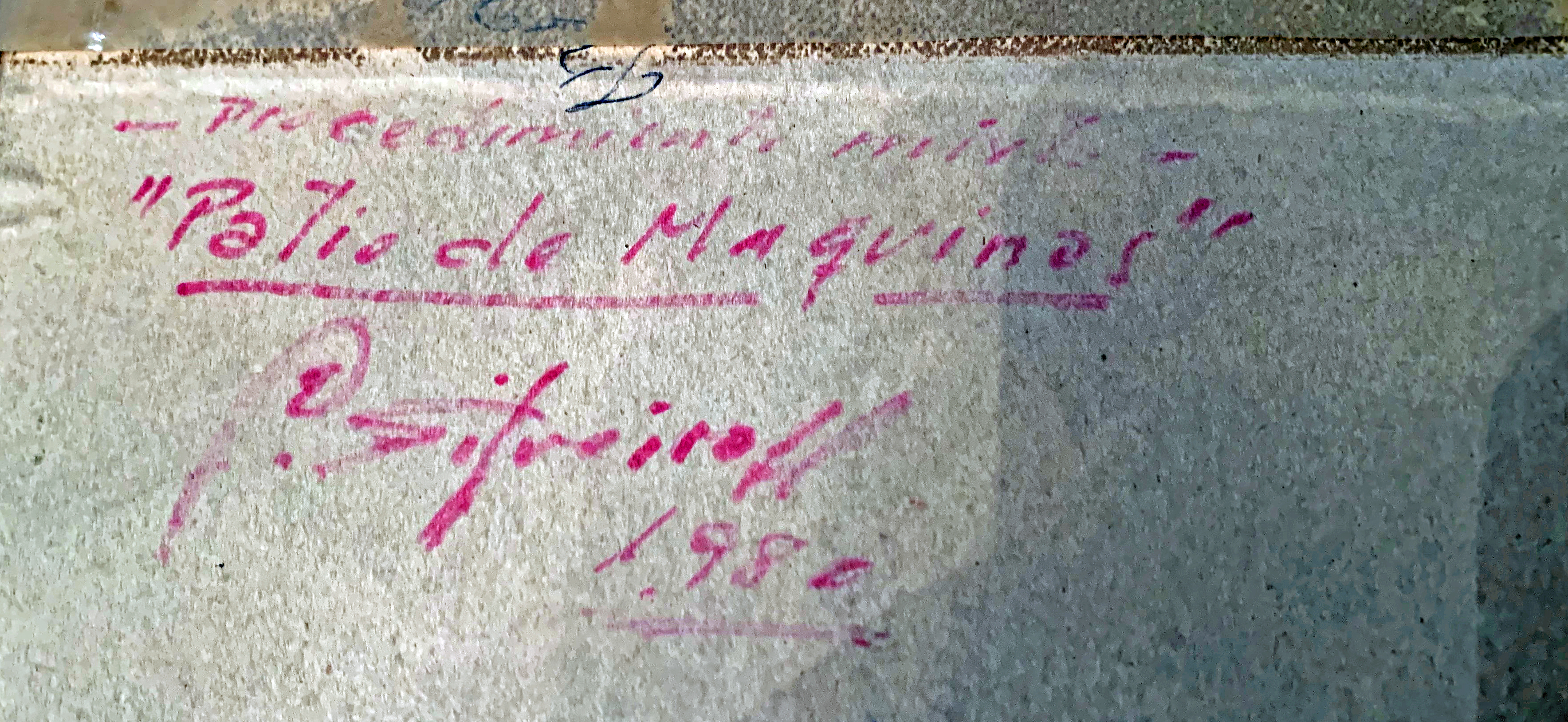
Patio de máquinas, 1980. Técnica mixta sobre tablex,
51 x 60 cm. Etiqueta pegada al dorso.

- Patio de máquinas, firmada «G. SilveiraGG» en el ángulo inferior derecho. Técnica mixta sobre tablex, 51 x 60 cm. Nota al dorso: «— Procedimiento mixto — / "Patio de MAquinas" / G. SilveiraGG / 1980». Muestra retrospectiva (1959-1984) con ocasión de la Semana Cultural Militar. Sala de exposiciones del Banco de Bilbao (Badajoz), 3-9 de diciembre de 1984 (n.º 38). Col. particular, Madrid.[31]
- Sin título, c. 1982. Gouache sobre papel, 35 x 50 cm. «Guillermo Silveira – un puñetazo de alma». Sala Espacio CB Arte de la Fundación CB de Badajoz. Avda. Santa Marina n.º 25, 11-29 de enero de 2022 (sin numerar). Col. particular, Badajoz.[32]
- Altozano, 1984. Óleo sobre madera, 37 x 48 cm. «Guillermo Silveira». Museo Provincial de Bellas Artes. Badajoz, 26 de marzo-31 de mayo de 2009 (n.º 17). Col. particular, Badajoz.[33]
- Fonda de 1935, firmada y fechada «SilveiraGG / [mayo de] 1985» en el ángulo inferior derecho. Técnica mixta sobre papel, 38 x 53 cm. Col. particular, Badajoz.

### Otras (por orden alfabético)
Dentro de la línea neocubista de la obra principal se documentan asimismo estas otras:
- Altozano, 1979. Técnica mixta. «Exposición de Pinturas de Guillermo Silveira». Muestra retrospectiva (1959-1984) con ocasión de la Semana Cultural Militar. Sala de exposiciones del Banco de Bilbao (Badajoz), 3-9 de diciembre de 1984 (n.º 34). Col. particular, Madrid.[34]
- Buhardillas y tejados, ant. 1966. Óleo sobre tablex, 65 x 50 cm. «Silveira Expone Pinturas». Casa de la Cultura de la Diputación Provincial. Badajoz, 28 de mayo-5 de junio de 1965 (n.º 4). Col. particular, Salamanca.[35][36]

### Hemerografía
- Barceló, Xisco (6 abr. 2023). «Marc Jesús o impregnarse de Mediterráneo». mallorcadiario.com. Arte.
- C. C. S. (abril-junio de 1970). «La IV Bienal de Pintura Extremeña en Plasencia». Revista Alcántara (Cáceres: Diputación Provincial). Año XXVI (159): 68-70. ISSN 0210-9859.
- Campos, Fernando (17 jul. 1968). «Seis pintores forman la representación extremeña en la Exposición N. de Bellas Artes». Hoy (Badajoz): 9.
- G. Torga, José Manuel (4 jun. 1965). «De Silveira, como de El Cordobés, unos dicen que sí y otros que no». Hoy (Badajoz): 7.
- Guerra Benito, Gema (16 sep. 2023). «El Museo de Cáceres inaugura exposición mientras inicia su gran obra». El Periódico Extremadura (Cáceres): 16.
- Medina, Tico (23 ene. 1969). «Las cosas y las gentes de esta tierra: El pintor». Informaciones. Crónica de España (Madrid): 25.
- REDACCIÓN (15 sep. 2023a). «El Museo de Cáceres inaugura una exposición sobre el imaginario identitario de Extremadura». Onda Cero Sur Extremadura.
- REDACCIÓN (15 sep. 2023b). «El Museo de Cáceres inaugura una exposición sobre el imaginario identitario de Extremadura». RegiónDigital.com. Cultura.
- REDACCIÓN (18 sep. 2023). «Exposición sobre el imaginario identitario de Extremadura en el Museo de Cáceres». 7DIAS. Cultura.